# Belfast Food
Belfast Food glazbeni je sastav iz Rijeke koji djeluje pod ovim imenom od listopada 1996. godine, kada su članovi sastava naziv "Ima tu neshto" po ideji Erika Malnara promijenili u Belfast Food.
Najpoznatije skladbe su im Da si tu, Van iz grada i Šporki stari grad.

## Povijest sastava
Počeci sastava datiraju još iz ranih devedesetih, kada se trojka, Marko Anić, Hrvoje Hodak i Sebastian Mavrić, iz srednje glazbene škole u Rijeci, nalazila u stanu Anića i slušali ploče koje dolaze s irske glazbene scene. Ubrzo su im se taj stil glazbe toliko svidio da su ga počeli skidati i javno izvoditi na raznim mjestima u Rijeci i okolici. Bilo je tu pjesama koje su u originalu izvodili Dublinersi, Chifteansi, Poguesi, Klanadthi i drugi, što izvornih irskih, što autorskih pjesama navedenih. U to vrijeme dok su nastupali po raznim koncertima zamijetio ih je Erik Malnar te im se spontano priključio prilikom izvedbe jednog koncerta. Erik je u to vrijeme svirao u svojem sastavu pod nazivom GIPSS, a u slobodno vrijeme odavao je počast slavnim Beatlesima, zajedno s Bobom Grujičićem i Alenom Širolom u sastavu Beatles Revival Band ili Les Beat. Les Beat je održavao koncerte u Rijeci, koji su ugošćavali mnoge glazbene goste s riječke rock scene, koju su u to vrijeme predstavljali Laufer, Let3, En Face i ostali.
Kako je vrijeme prolazilo Erik je došao na ideju da napravi pravi irski sastav. Početkom ljeta 1996. godine dolazi do suradnje (na jednoj neobaveznoj probi) između sastava Ima tu neshto i Les Beat. Prvi koncert, koji je dogovorio Marko Anić, okupio je ekipu iz ova dva sastava, na motorijadi Bikers days u Puli, nakon čega su dobili ponudu za snimanje CD izdanja. Sastav se još uvijek zvao Ima tu neshto da bi nakon dva koncert, u klubu "Grga" na Grobniku, po ideji Erika Malnara promijenili naziv u Belfast Food.
Prvi album objavili su u rujnu 1997. godine pod naslovom Live in Rijeka. Snimljen je uživo na koncertu u Rijeci prilikom irskog i hrvatskog Uskrsa. Slijedi album pod nazivom Zašto zato iz 1999. godine, a oba albuma su izdana za izdavačku kuću Kondorcomm iz Zagreba. Godine 2003. za novu izdavačku kuću Dallas Records objavljuju treći CD Melodije Irske i Kvarnera. Belfast Food se profilirao u kvalitetan sastav što su potvrdili svojim glazbenim i zabavljački umijećem. Tijekom njihovih nastupa uvijek je prisutna dostatna količina energije i dobrih vibracija. Sastav od svojih početaka bazira svoju glazbu na spoju što izvornijeg irskog zvuka s čvrsto odsviranom bazom, a u zadnje vrijeme, aktualniji su i elektronski prizvuci koji još dodatno upotpunjuju njihov zvuk.
Belfast Food isključivo radi na autorskim djelima, koja spajaju njihova iskustva u Irskoj glazbi s njihovim glazbenim stremljenjima koja zalaze i u druge glazbene vode. Na koncertima također uz autorske uradke, sviraju i neke irske originalne skladbe te sve ono što osigurava dobru glazbu i provod na njihovim koncertima. U sklopu riječke rock scene, Belfast Food je nekarakerističan izdanak iste, te ne nastavlja tradiciju alternativnijih i tvrđih sastava poput Termita (punk pionira) te današnjih Let3, Urbana ili grupe GRAD. Također, u širem smislu sastav se ne može svrstati niti u jednu od grupacija ili podgrupacija prevladavajućih popularnih stilova. Njihovi javni nastupi nisu alternativni, ali ne pripadaju niti krajnjem komercijalnom miljeu.
Tijekom 2002. godine u Belfast Foodu došlo je do nekoliko promjena. Prvo je sastav promijenio izdavača, umjesto Kondorcomma u Dallas Records. Pod tom etiketom objavljen je treći album Melodije Irske i Kvarnera, četvrti pod nazivom Zeleni album, te peti, ponovo koncertni album, dvostruko CD/DVD izdanje Live in Tvornica.
Nakon toga u Belfast Foodu došlo je do promjena među članovima. Iz sastav je otišao Hrvoja Hodaka, tako da su nastavili kao petorka, a od 2004. godine na bubnjevima je umjesto Bobe Grujičića zasjeo Marko Jurić.

## Članovi
- Erik Malnar - vokali, električna gitara, banjo i akustična gitara
- Alen Širola - bas-gitara
- Marko Anić - harmonika, flauta, trombon i akustična gitara
- Marko Jurić - bubanj
- Sebastian Mavrić - violina

## Diskografija

### Albumi
- 1997. - Live in Rijeka (Kondorcomm)
- 2000. - Zašto zato (Kondorcomm)
- 2002. - Melodije Irske i Kvarnera (Dallas Records)
- 2006. - Zeleni album (Dallas Records)
- 2008. - Live in Tvornica (Audio CD i Video DVD, Dallas Records)
- 2016. - Očekivanja (Dallas Records)